# Coleophora griseomixta
Coleophora griseomixta é uma espécie de mariposa do gênero Coleophora pertencente à família Coleophoridae.